# Eleonora Barbapiccola
Giuseppa Eleonora Barbapiccola, född 26 mars 1702 i Salerno, död 9 oktober 1740 i Neapel, var en italiensk poet, översättare och feminist. 
Barbapiccola tillhörde den intellektuella kretsen kring Giambattista Vico och teologen Jean Leclerc och var vän med Vicos dotter, poeten Luisa Vico. Hon var ledamot i Accademia degli Arcadi under namnet Marista. Hon översatte också det vetenskapliga verket Filosofins principer av René Descartes, som publicerades genom Accademia deglo Arcadi 1722.

## Biografi
Eleonora Barbapicolas föräldrar är okända, men hon var brorsdotter till Tommaso Alfani, dominikansk präst i Neapel. Han bidrog troligen till hennes utbildning och introducerade henne i Accademia degli Arcadi som han var med och grundade 1690. Barbapiccola blev nära vän till Luisa Vico och tillsammans publicerade de flera diktsamlingar.

## Verk
- I Descartes Filosofins principer skrev hon ett förord med titeln Från översättaren till läsaren. Där framförde hon sin uppfattning att även kvinnor skulle få ägna sig åt vetenskap med argument ur den kartesiska filosofin. Hon hävdade, att den intellektuella svaghet kvinnor i allmänhet ansågs ha under hennes samtid, inte härrörde sig från biologin, utan av brist på utbildning.[2].

- Barbapiccolas dikter var inkluderade i samlingen Kompositioner som akademin utgavs 1729. Fader Michelangelo från Reggio, biskop i Neapels katedral berömde hennes dikter.[3]